# Pyrrhocorax pyrrhocorax barbarus
La graja (Pyrrhocorax pyrrhocorax barbarus) es una subespecie de chova piquirroja, especie con amplia distribución, desde el Atlántico y el Mediterráneo, hacía Asia central y China. La subespecie barbatus se encuentra en África del Norte, así como en la isla canaria de La Palma. La graja se considera, según una ley del Gobierno de Canarias, el símbolo natural de la isla de La Palma, conjuntamente con el pino canario.

## Descripción
Longitud: 40 cm.
La graja tiene un plumaje negro muy oscuro, y sus patas y picos son rojos. En los jóvenes el pico es de tonos amarillos.

## Hábitat
La graja se encuentra principalmente en los ambientes agropastorales, montañosos, barrancos y zonas rocosas. En la isla de La Palma, se encuentra en ambientes volcánicos y altos de la Isla de La Palma y prefiere las zonas cultivadas de las medianías. Se sabe que en el pasado la graja también habitó las islas de Tenerife y La Gomera, islas en donde posteriormente se extinguió.

## Dieta
Las grajas toman gusanos, insectos y sus larvas, y con sus picos largos pueden conseguir también las arañas, orugas y gastropodas escondidos en las paredes. También se alimentan de semillas y frutas.

## Reproducción
Los nidos de las colonias de grajas se sitúan en cuevas y repisas de barrancos y acantilados. La puesta consta de 4 o 5 huevos que pone a finales de marzo y principios de abril.